# Conversazionalismo
Il conversazionalismo è un dispositivo concettuale e pratico che aiuta il conversante a orientarsi sulla scena delle parole. Caratteristica del conversazionalismo è la de-psicologizzazione della pratica conversazionale, che si basa unicamente sul testo analizzato dal punto di vista grammaticale e logico-modale. In ambito strettamente psicoterapeutico, esso centra la sua clinica e la sua ricerca sulle parole scambiate tra paziente e terapeuta, poi consegnate ai protocolli delle registrazioni trascritte.

## Inquadramento storico
Nella seconda metà del XX secolo nell'ambito della psicoterapia, della psichiatria e delle discipline psicologiche in generale, avvenne la svolta linguistica. Mentre prima la scena era occupata dalla mente inconscia del paziente o dal mondo esterno al quale il paziente si riferiva, con la svolta linguistica l'interesse si focalizzò sulle parole. Tuttavia, una parte dei promotori di questa svolta riservarono alle parole una funzione puramente ancillare di strumenti per rivelare la mente inconscia o descrivere il mondo esterno. Il conversazionalismo, elaborato da Giampaolo Lai negli anni novanta, radicalizzò invece la rivoluzione linguistica, sganciando le parole sia dalla mente inconscia sia dal mondo circostante e trattandole nella loro autonomia formale e funzionale.

## Tematiche principali
Il conversazionalismo distingue la conversazione materiale dalla conversazione immateriale.
La conversazione materiale è costituita dalle parole scambiate in diretta nello spazio acustico tra due persone, mentre la conversazione immateriale è quella che si legge in differita nel testo registrato e trascritto sul foglio di carta e nei file della memoria. Il salto dalla conversazione materiale alla conversazione immateriale è segnato, fisicamente, dalla de-materializzazione del soggetto biologico e delle azioni corporee e, antropologicamente, dal dissolversi del soggetto psicologico nel soggetto grammaticale disincarnato. Al soggetto psicologico si è sostituito il soggetto grammaticale, l'io delle frasi, che non agisce né patisce, ma cui afferiscono i predicati verbali. 

## Strumenti di analisi
In ambito psicoterapeutico, l'elaborazione dei motivi narrativi è lo strumento semantico che aiuta a sintetizzare il senso delle parole del paziente nella conversazione materiale. Quanto alla conversazione immateriale, l'analisi delle afferenze al soggetto grammaticale, delle forme dei predicati, del rapporto numerico tra sostantivi e verbi, definisce le forme foniche del testo. L'analisi delle figure logico-modali convogliate dai predicati e da elementi lessicali definisce la forma logica del testo.

## Sviluppo del conversazionalismo
L'evoluzione ulteriore della ricerca del conversazionalismo ha condotto a concepire lo scambio verbale come un bilateral verbal trade, mercato bilaterale di parole, dove il terapeuta o professionista in quanto trader venditore, e il paziente o cliente in quanto trader compratore si scambiano beni di parola. All'interno del bilateral verbal trade si distingue il mercato commerciale, quando il trader compratore si reca al mercato per realizzare un guadagno, dal mercato collaterale, quando il trader compratore si reca al mercato per rimanerci.